# Ludvig III. Mlađi
Ludvig III. Mlađi (* oko 835. ; † 20. siječnja 882. u Frankfurtu na Majni) bio je drugi sin Ludviga Njemačkog i Eme.  
Otac mu je prilikom podjele svoje države Istočne Franačke 865. dao u vladanje Frankoniju, Sasku i Tiringiju. 870. dobio je i istočnu Lotaringiju. U svim tim područjima preuzeo je vlast nakon očeve smrti 876.  
U bitci kod Andernacha 8. listopada 876. potukao je francuskog kralja Karla Ćelavog i dokrajčio time njegove planove da zavlada cijelom Lotaringijom. 
880. Ludvig je u vlast dobio i zapadnu Lotaringiju. Iste je godine nakon smrti brata Karlomana zavladao i u Bavarskoj.  
Ludvig Mlađi umro je bez muških potomaka tako da ga je u njegovim zemljama naslijedio brat Karlo III. Debeli. 
| Prethodnik:     | Ludvig III. Mlađi | Nasljednik:       |
| Ludvig Njemački | Ludvig III. Mlađi | Karlo III. Debeli |